# Jesse Lingard
Pour les articles homonymes, voir Lingard.
Jesse Lingard, né le 15 décembre 1992 à Warrington (Angleterre), est un footballeur international anglais au poste de milieu offensif au FC Séoul.

## Biographie

### Enfance et formation à Manchester United
Jesse Lingard naît à Warrington, dans le comté de Chesire, de parents originaires de Saint-Vincent-et-les-Grenadines. Il fréquente le lycée High School.
Jesse Lingard rejoint l'académie de Manchester United à l'âge de sept ans, et y progresse au sein des équipes de jeunes. Il fait partie des jeunes joueurs de United qui remportent la FA Youth Cup durant la saison 2010-2011. Durant l'été 2011, il signe un contrat professionnel en faveur du club mancunien.
Le 30 novembre 2011, Lingard est appelé pour la première fois dans l'équipe première de Manchester United pour disputer les  quarts de finale de la League Cup contre Crystal Palace. Il débute sur le banc mais n'entre pas en jeu (défaite 2-1). Le 4 janvier 2012, il est de nouveau appelé dans l'équipe première contre Newcastle United (défaite 3-0).

#### Prêts comme premières expériences professionnelles
Le 6 novembre 2012, Lingard et son coéquipier Michael Keane rejoignent Leicester City sous forme de prêt. Il fait ses débuts pour Leicester en deuxième division contre Bolton Wanderers, en rentrant à la place de Martyn Waghorn à la 85e minute de jeu. Son prêt est ensuite été étendu jusqu'au 2 janvier 2013. Durant son prêt il apparaît cinq fois sous les couleurs des Foxes.
De retour à Manchester United, Lingard est sélectionné par le nouveau manager David Moyes dans les 19 joueurs qui disputent la tournée de pré-saison 2013-2014. Il marque ses deux premiers buts pour ManU durant le match amical contre l'équipe All Stars d'A-League à Sydney le 20 juillet, dont le premier de la saison mancunienne (victoire 5-1). Après le match Lingard dit : « Je crois en moi, mais je dois commencer à plus croire en moi ».
Bien qu'il espère  s'imposer en équipe première, Jesse Lingard est finalement prêté un mois Birmingham City le 19 septembre, où il immédiatement titularisé pour son premier match contre Sheffield Wednesday. Il inscrit même un quadruplé, les quatre buts de son équipe (4-1). Le prêt est prolongé jusqu'au 14 décembre, mais il rate ensuite trois matchs à cause d'une blessure au genou. Il reçoit un traitement à Manchester. Son prêt est de nouveau prolongé une nouvelle fois, jusqu'au 1er janvier 2014, mais Lingard est suspendu pour les deux derniers matchs de sa période de prêt avec Birmingham. Malgré un souhait de Birmingham pour une nouvelle prolongation, Lingard retourne à Manchester United, et est sur le banc le 11 janvier pour le match contre Swansea. 
Le 27 février 2014, Lingard rejoint Brighton & Hove Albion sous forme de prêt de 93 jours. Il marque son premier but pour le club le 8 avril, dans une victoire 4-1 contre son ancien club Leicester City. Avec Brighton, Lingard participe à 17 rencontres pour un bilan de quatre buts. 
Lingard participe à la tournée de pré-saison 2014-2015. Le 4 août, Lingard entre sur le terrain durant la finale de la Champions Cup et marque le troisième but contre Liverpool (victoire 3-1). Il fait ses débuts en match officiel pour Manchester United durant la première journée de Premier League contre Swansea. Titularisé par le nouvel entraîneur Louis van Gaal, Jesse est remplacé par Adnan Januzaj au bout de 24 minutes de jeu à cause d'une blessure (défaite 2-1).
Le 2 février 2015, Lingard rejoint le club de Derby County en prêt jusqu'à la fin de la saison. Il dispute son premier match contre Reading en FA Cup.

#### Retour à United
Avant la saison 2015-2016, Lingard n'est apparu qu'à une seule reprise en match officiel avec Manchester United. Le joueur dispute pour la première fois une saison complète avec son club formateur. Son entrée en jeu réussie à Goodison Park, en octobre 2015 face à Everton, lui offre ses galons de titulaire[pourquoi ?]. Il est aligné d'entrée lors du match suivant contre le CSKA Moscou en Ligue des champions. Le 7 novembre 2015, Lingard marque son premier but officiel pour ManU d'un tir en dehors de la surface de réparation, lors de la réception de West Bromwich (victoire 2-1). En janvier 2016, il marque un but dans la match nul (3-3) chez le Newcastle United FC. Il marque son troisième but de la saison le 2 février d'une tête plongeante sur un centre de Cameron Borthwick-Jackson, contre Stoke City (victoire 3-0). Le 7 février, il marque son quatrième but chez le Chelsea FC, d'une reprise de volée. Le 21 mai 2016, Lingard marque le but victorieuxen en finale de la FA Cup contre Crystal Palace d'une nouvelle reprise de volée.
Lors de la saison 2015-2016, sous la direction du nouvel entraîneur José Mourinho, Lingard ouvre le score lors du Community Shield à Wembley contre le Champion en titre, Leicester City, d'un rush solitaire depuis sa moitié du terrain en dribblant toute la défense pour finir par une frappe placée (victoire 2-1). Il marque un autre but important en février 2017, contre Southampton en finale d'EFL Cup à Wembley. Les Red Devils remportent le match sur le score de 3-2.
En janvier 2021, Jesse Lingard est prêté à West Ham pour une durée de six mois jusqu'à la fin de la saison 2020-2021. Il y retrouve David Moyes, qui l'a entraîné à Manchester lors de la saison 2013-2014. Il revit sous le maillot de West Ham, lui qui n'a pas joué une seule minute en Premier League avec les Red Devils en première moitié d'exercice. L'attaquant anglais réalise un bon mois d'avril avec quatre buts et une passe décisive en quatre matches. Il est l'un des meilleurs joueurs de la phase retour en Premier League (neuf buts, cinq passes décisives en seize matches de Premier League).
Après une saison en demi-teinte pour Lingard, le club annonce son départ le 1er juin 2022.

#### Nouveau départ
Le 21 juillet 2022, il s'est engagé libre pour une saison avec Nottingham Forest, de retour en Premier League après 23 mois d'absence.

### FC Séoul
Jesse Lingard rejoint le club sud-coréen du FC Séoul le 8 février 2024 en signant un contrat de deux ans .

### Carrière internationale

#### Avec les équipes jeunes
Lingard joue trois fois pour l'équipe d'Angleterre des moins de 17 ans durant le tournoi nordique de 2008
Il reçoit sa première convocation pour la sélection espoir pour le match amical contre l’Écosse le 13 août 2013, et fait ses débuts avec les moins de 21 ans en rentrant en jeu en seconde période à la place de Nathan Redmond. L’Angleterre gagne le match 6-0. Le 21 juin 2015, Lingard rentre en jeu pour marquer le but de la victoire dans un match de phase de groupe du Championnat d'Europe des moins de 21 ans contre la Suède.

#### Avec l'équipe A
Après les forfaits de Michael Carrick et Jamie Vardy, Lingard reçoit sa première convocation pour l'équipe nationale d'Angleterre pour un match amical contre la France le 16 novembre 2015. Bien qu'il se soit imposé à Manchester United, il ne rentre pas en jeu. Il est appelé pour les éliminatoires de la Coupe du monde 2018, contre Malte et la Slovénie, en octobre 2016. Il fait ses débuts pour la sélection anglaise en débutant la rencontre contre Malte. L'Angleterre gagne 2-0.
Il marque son premier but en sélection le 23 mars 2018, lors d'une victoire 1-0 contre les Pays-Bas durant un match amical. La même année, Lingard est retenu pour la Coupe du monde 2018. Il marque son premier but international lors du Mondial le 24 juin 2018, lors de leur victoire 6-1 face au Panama. Les Three Lions terminent à la quatrième place.
Jesse Lingard compte 24 sélections avec l'équipe d'Angleterre début 2021 au moment de son prêt à West Ham.
Lingard est appelé dans la liste élargie des 33 joueurs retenus en vue de l'Euro 2020, reporté à l'été 2021. Malgré une deuxième partie de saison réussie avec West Ham, le milieu offensif fait partie des sept joueurs écartés par le sélectionneur anglais Gareth Southgate avant le début de la compétition.
Début septembre 2021, alors qu'il n'a joué que quatre minutes en Premier League avec Manchester United, Jesse inscrit un doublé contre Andorre dans le cadre du groupe I des qualifications pour la Coupe du monde 2022.

## Statistiques
| Saison                | Club                             | Championnat           | Championnat | Championnat | Championnat | Coupe nationale | Coupe nationale | Coupe nationale | Coupe de la Ligue | Coupe de la Ligue | Coupe de la Ligue | Supercoupe | Supercoupe | Supercoupe | Compétition(s) continentale(s) | Compétition(s) continentale(s) | Compétition(s) continentale(s) | Compétition(s) continentale(s) | Supercoupe UEFA | Supercoupe UEFA | Supercoupe UEFA | Angleterre | Angleterre | Angleterre | Total | Total | Total |
| Saison                | Club                             | Division              | M.          | B.          | P.d.        | M.              | B.              | P.d.            | M.                | B.                | P.d.              | M.         | B.         | P.d.       | Comp.                          | M.                             | B.                             | P.d.                           | M.              | B.              | P.d.            | M.         | B.         | P.d.       | M.    | B.    | P.d.  |
| 2012-2013             | Leicester City (prêt)            | Championship          | 5           | 0           | 0           | -               | -               | -               | -                 | -                 | -                 | -          | -          | -          | -                              | -                              | -                              | -                              | -               | -               | -               | -          | -          | -          | 5     | 0     | 0     |
| 2013-2014             | Birmingham City (prêt)           | Championship          | 13          | 6           | 0           | -               | -               | -               | -                 | -                 | -                 | -          | -          | -          | -                              | -                              | -                              | -                              | -               | -               | -               | -          | -          | -          | 13    | 6     | 0     |
| 2013-2014             | Brighton & Hove Albion FC (prêt) | Championship          | 17          | 4           | 0           | -               | -               | -               | -                 | -                 | -                 | -          | -          | -          | -                              | -                              | -                              | -                              | -               | -               | -               | -          | -          | -          | 17    | 4     | 0     |
| 2014-2015             | Derby County (prêt)              | Championship          | 14          | 2           | 1           | 1               | 0               | 1               | -                 | -                 | -                 | -          | -          | -          | -                              | -                              | -                              | -                              | -               | -               | -               | -          | -          | -          | 15    | 2     | 2     |
| 2014-2015             | Manchester United                | Premier League        | 1           | 0           | 0           | -               | -               | -               | -                 | -                 | -                 | -          | -          | -          | -                              | -                              | -                              | -                              | -               | -               | -               | -          | -          | -          | 1     | 0     | 0     |
| 2015-2016             | Manchester United                | Premier League        | 25          | 4           | 1           | 7               | 2               | 1               | 1                 | 0                 | 0                 | -          | -          | -          | C1+C3                          | 4+3                            | 0                              | 1+1                            | -               | -               | -               | -          | -          | -          | 40    | 6     | 4     |
| 2016-2017             | Manchester United                | Premier League        | 25          | 1           | 2           | 2               | 0               | 0               | 4                 | 1                 | 0                 | 1          | 1          | 0          | C3                             | 10                             | 2                              | 1                              | -               | -               | -               | 4          | 0          | 0          | 46    | 5     | 3     |
| 2017-2018             | Manchester United                | Premier League        | 33          | 8           | 4           | 6               | 2               | 0               | 2                 | 3                 | 1                 | -          | -          | -          | C1                             | 6                              | 0                              | 0                              | 1               | 0               | 0               | 14         | 2          | 3          | 62    | 15    | 8     |
| 2018-2019             | Manchester United                | Premier League        | 27          | 4           | 2           | 2               | 1               | 0               | 1                 | 0                 | 1                 | -          | -          | -          | C1                             | 6                              | 0                              | 0                              | -               | -               | -               | 6          | 2          | 0          | 42    | 7     | 3     |
| 2019-2020             | Manchester United                | Premier League        | 22          | 1           | 0           | 4               | 1               | 0               | 5                 | 0                 | 1                 | -          | -          | -          | C3                             | 9                              | 2                              | 0                              | -               | -               | -               | 0          | 0          | 0          | 40    | 4     | 1     |
| 2020-2021             | Manchester United                | Premier League        | 0           | 0           | 0           | 1               | 0               | 0               | 2                 | 0                 | 0                 | -          | -          | -          | C1                             | 0                              | 0                              | 0                              | -               | -               | -               | 0          | 0          | 0          | 3     | 0     | 0     |
| 2021-2022             | Manchester United                | Premier League        | 16          | 2           | 0           | 1               | 0               | 0               | 1                 | 0                 | 0                 | -          | -          | -          | C1                             | 4                              | 0                              | 1                              | -               | -               | -               | 3          | 2          | 1          | 25    | 4     | 2     |
| Sous-total            | Sous-total                       | Sous-total            | 149         | 20          | 9           | 23              | 6               | 1               | 16                | 4                 | 3                 | 1          | 1          | 0          | -                              | 42                             | 4                              | 4                              | 1               | 0               | 0               | 27         | 6          | 4          | 259   | 41    | 21    |
| 2020-2021             | West Ham United (prêt)           | Premier League        | 17          | 9           | 5           | 0               | 0               | 0               | -                 | -                 | -                 | -          | -          | -          | -                              | -                              | -                              | -                              | -               | -               | -               | 5          | 0          | 1          | 22    | 9     | 6     |
| 2022-2023             | Nottingham Forest                | Premier League        | 16          | 0           | 1           | -               | -               | -               | 3                 | 2                 | 2                 | -          | -          | -          | -                              | -                              | -                              | -                              | -               | -               | -               | -          | -          | -          | 19    | 2     | 3     |
| 2024                  | FC Séoul                         | K League 1            |             |             | 0           |                 |                 | 0               | -                 | -                 | -                 | -          | -          | -          | -                              | -                              | -                              | -                              | -               | -               | -               | -          | -          | -          | 0     | 0     | 0     |
| Total sur la carrière | Total sur la carrière            | Total sur la carrière | 230         | 41          | 15          | 24              | 6               | 2               | 19                | 6                 | 5                 | 1          | 1          | 0          | -                              | 42                             | 4                              | 4                              | 1               | 0               | 0               | 32         | 6          | 5          | 349   | 64    | 31    |

## Palmarès

### Titres et trophées collectifs
- Manchester United
  - Vainqueur de la Coupe d'Angleterre 2016
  - Vainqueur de la Community Shield 2016
  - Vainqueur de la Coupe de la Ligue en 2017
  - Vainqueur de la Ligue Europa 2017

### Distinction personnelle
- Joueur du mois du championnat d'Angleterre en Avril 2021[10]